# ثيودور فريدريك فان كابلين
ثيودوروس فريدريك فان كابلين (ولد في 6 سبتمبر 1762، توفي في 15 أفريل 1824) هو ضابط في البحرية الهولندية . التحق بالبحرية الهولندية في عام 1771 ، خلال الحرب الأنجلو هولندية الرابعة ، حيث ميز نفسه ، مما سمح له بأن يصبح قائدًا في عام 1783. بعد ثورة باتافيان في عام 1795 ، والتي شهدت اختفاء المقاطعات - المتحدة لصالح من جمهورية باتافيان ، ترك البحرية جنبًا إلى جنب مع العديد من ضباط أورانج الموالين لوليام ف. ومع ذلك ، فقد حصل على إذن لإعادة التجنيد مع البحرية التابعة للبحرية الجمهورية الجديدة في عام 1798.
في عام 1799 اقترب منه عملاء أورانج (مع إيجيديوس فان براام ، قائد ليدن ) بهدف تنظيم تمرد داخل سرب هولندي مقره في تيكسل ، ووضع تحت قيادة الأميرال صموئيل ستوري . كان من المقرر أن يحدث هذا التمرد كاستمرار لمعركة Callantsoog التي شكلت بداية الغزو الأنجلو-روسي لهولندا . على الرغم من أن مساهمة الرجلين في إثارة التمرد غير مؤكدة ، فقد لعب الضابطان دورًا مهمًا في الحلقة التي أصبحت تُعرف باسم " استسلام فليتر. وهكذا تم إرسال فان كابلين بواسطة ستوري إلى القوات البريطانية بقيادة الأدميرال ميتشل لطلب وقف إطلاق النار في 30 أوت 1799 . كما لعب دورًا رئيسيًا في مجلس الحرب الذي أقيم على متن السفينة الرئيسية ، حيث تم إقناع ستوري بتسليم سربه إلى السفن الإنجليزية في القتال.
أصبح فان كابيلين فيما بعد أسير حرب مع الضباط وأفراد الطاقم الآخرين من سرب باتافيان ، حتى سلام أميان في عام 1802. ومع ذلك ، لم يعد الضباط إلى هولندا ، وأدينوا من قبل محكمة عسكرية هولندية في عام 1804 ، بتهمة الفرار من الخدمة العسكرية ورفض الواجب وعدم الولاء. كما وجهت إليهم تهمة الحنث باليمين (لعدم الوفاء بيمين الولاء). نتيجة لذلك ، تم نفيهم من هولندا مدى الحياة ، تحت وطأة الموت 
ومع ذلك ، استعاد فان كابلين وضعه نائب أميرال خلال عملية الترميم في عام 1814 .